# Aston
Aston är en av Birminghams norra stadsdelar och ligger precis norr om stadskärnan, i distriktet Birmingham i grevskapet West Midlands, i England. Det var tidigare en by men växte sedan ihop med Birmingham. Idag är Aston ett av de mer kriminellt belastade områdena i Birmingham.
Aston är även hem till Premier League-klubben Aston Villas hemmaarena Villa Park.
Aston var en civil parish fram till 1912 när blev den en del av Birmingham. Civil parish hade 219 082 invånare år 1911. Byn nämndes i Domedagsboken (Domesday Book) år 1086, och kallades då Estone.

## Kända personer
- Ozzy Osbourne
- Tony Iommi
- Geezer Butler
- Bill Ward